# Qubic
QUBIC est un projet de cosmologie observationnelle destiné à l'observation de la polarisation du fond diffus cosmologique installé sur un plateau aride des Andes argentines à 4820 mètres d'altitude. Le détecteur de QUBIC s'appuie sur un nouveau concept instrumental : l'interférométrie bolométrique. 

## Histoire du projet
QUBIC est une collaboration internationale regroupant la France, l'Italie, le Royaume-Uni, l'Irlande, l'Argentine et les États-Unis. Il résulte de la fusion en 2011 de deux projets antérieurs similaires : BRAIN Pathfinder (France, Italie et Royaume-Uni) et MBI-4 (États-Unis et Royaume Uni).
À partir de 2008 plusieurs prototypes ont été développés successivement par le laboratoire Astroparticule et Cosmologie (APC) à Paris qui a également conçu et fabriqué l'instrument définitif jusqu'en 2020. 
Malgré des retards dus notamment à la crise sanitaire, l'instrument principal est arrivé en Argentine en juillet 2021,. Après une phase d'intégration d'un an il est arrivé sur son site en octobre 2022 et l'observatoire a été inauguré le 23 novembre 2022 en présence d'officiels argentins.

## Instrument
L'interférométrie bolométrique combine les avantages de l'interférométrie (réduction des erreurs systématiques) et ceux des détecteurs bolométriques (haute sensibilité du signal). QUBIC observe le ciel à deux fréquences, 150 GHz et 220 GHz (2 mm et 1,4 mm), afin de pouvoir séparer le signal cosmologique de l'émission de premier plan, dû en particulier à l'émission thermique de la poussière galactique. Ce sont précisément les anisotropies du mode B de polarisation qui sont recherchées. 
L'acronyme QUBIC signifie Q-U Bolometric Interferometer for Cosmology, Q et U étant deux paramètres du vecteur de Stokes décrivant la polarisation. 
L'instrument est un interféromètre à ondes millimétriques contenu dans un cryostat refroidi à 4 K à l'aide de refroidisseurs à tubes à gaz pulsé, afin d'éviter de contaminer le signal reçu par le rayonnement thermique de l'instrument, mais les capteurs bolométriques fonctionnent à environ 300 mK. 
Les ondes millimétriques passent par une fenêtre en polyéthylène de 45 cm dans le cryostat, puis par une lame demi-onde rotative qui module la polarisation, suivie d'une grille de polarisation qui sélectionne l'un des deux angles de polarisation. Le rayonnement passe ensuite à travers un réseau de 400 cornets micro-ondes qui le transmet à 1024 photodétecteurs.

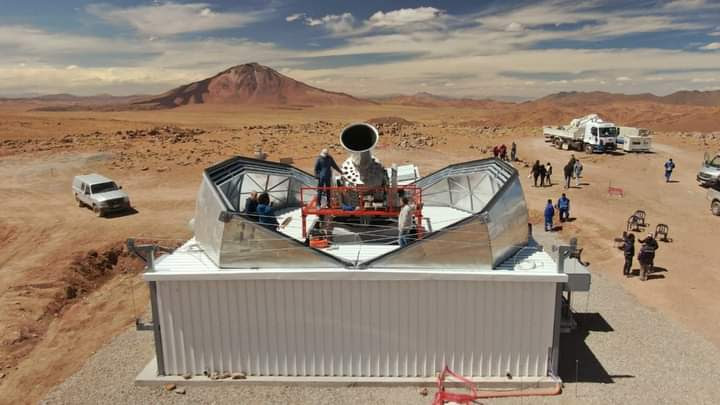
Abri ouvert lors de l'inauguration
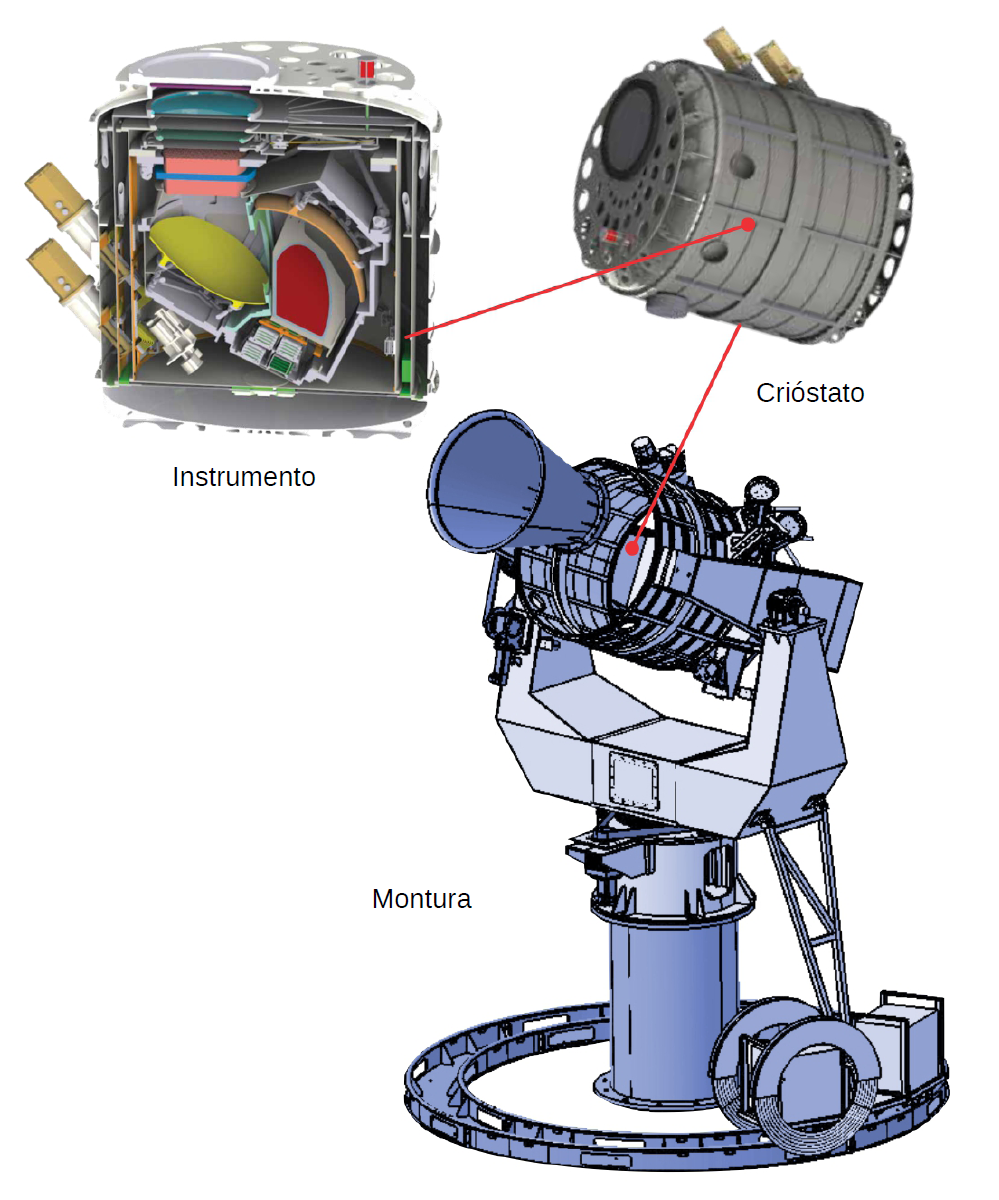
Schéma de principe de Qubic

## Site
Le site devait assurer une concentration en vapeur d'eau la plus faible possible pour minimiser l'absorption des longueurs d'onde millimétriques. Après avoir envisagé une installation à la station Concordia en Antarctique, la communauté scientifique a finalement choisi de rejoindre le site précédemment retenu pour la future parabole LLAMA.
Le lieu est situé dans la Puna de Atacama des Andes argentines, dans la région aride de Alto Chorrillos à 4820 m d'altitude sur la commune de San Antonio de los Cobres, à 16 km de la ville. Au niveau argentin, les institutions partenaires sont le Conseil national de la recherche scientifique et technique (CONICET), la Commission nationale de l'énergie Atomique (es) (CNEA) ; le Ministère des sciences, de la technologie et de l'innovation (MINCYT) et la province de Salta. 
Le site constitue ainsi l'observatoire de Los Chorillos, qui permet de mutualiser les efforts logistiques (route d'accès, hébergement des personnels).

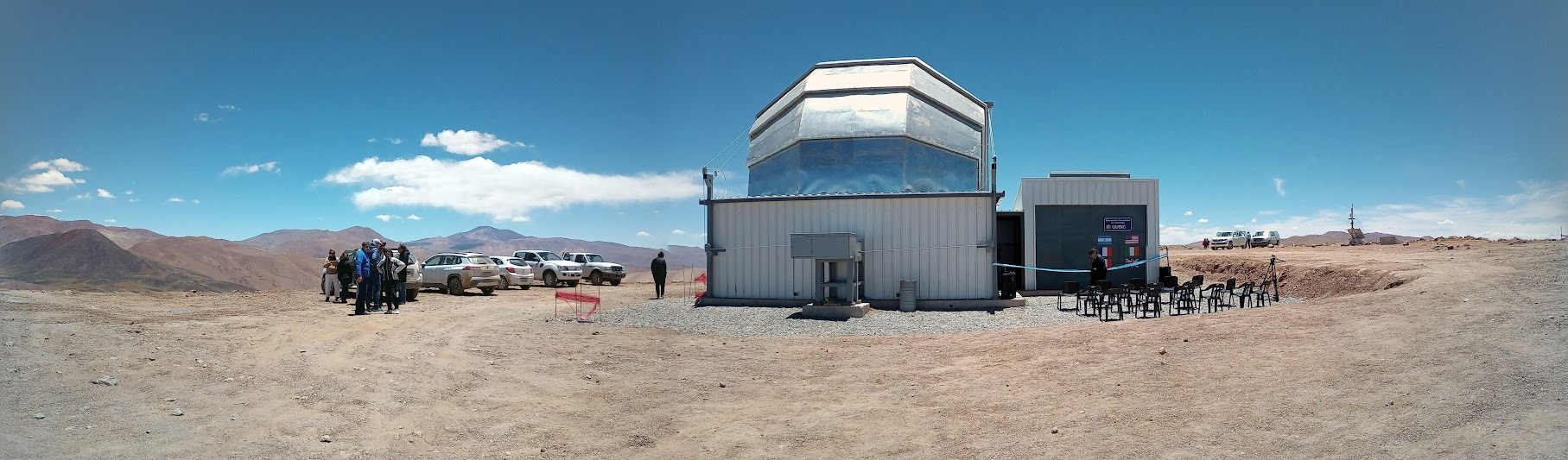
Vue panoramique du site